# Еріх Домменгет
Еріх Домменгет (нім. Erich Dommenget; 24 травня 1884, Куммеров — 14 липня 1965, Штутгарт) — німецький офіцер, генерал-майор люфтваффе.

## Біографія
22 березня 1901 року поступив на службу в піхоту. В 1913 році перейшов у авіацію. Учасник Першої світової війни, за бойові заслужи відзначений численними нагородами. Після демобілізації армії продовжив службу в рейхсвері. 31 травня 1927 року вийшов у відставку. З 1 червня 1927 по 31 травня 1930 року — інструктор чилійських ВПС у Сантьяго. З 1 по 31 березня 1934 року — цивільний співробітник Імперського міністерства авіації. 1 квітня 1934 року поступив на службу в люфтваффе, начальник відділу зв'язку 5-ї авіаційної області (Штутгарт). З 1 квітня 1936 року — офіцер ВПС при командувачі 5-м армійським корпусом, одночасно тимчасовий командир 15-го резервної авіаційної області (до 30 листопада 1936) і 15-ї авіаційної області (до 30 вересня 1936). З 1 грудня 1936 року — військово-повітряний аташе при Національному іспанському уряді. З 1 липня 1938 року — офіцер для особливих доручень в Імперському міністерстві авіації. З 15 серпня 1938 року — командир групи ВПС інспекції військового постачання в Нюрнберзі. З 1 березня 1939 року — військовий комендант Інгольштадта. З 21 квітня 1942 року — комендант військової бази 3/I. З 20 лютого 1943 року — офіцер для особливих доручень в Імперському міністерстві авіації. 31 серпня 1943 року відправлений у відставку.

## Звання
- Фенріх запасу (22 березня 1901)
- Фенріх (18 грудня 1901)
- Лейтенант (18 серпня 1902)
- Оберлейтенант (18 серпня 1911)
- Гауптман (8 листопада 1914)
- Майор (1 квітня 1925)
- Оберстлейтенант запасу (31 грудня 1927)
- Оберстлейтенант (1 березня 1935)
- Оберст (1 січня 1936)
- Генерал-майор (1 серпня 1943)

## Нагороди
- Залізний хрест 2-го і 1-го класу
- Нагрудний знак військового пілота (Пруссія)
- Королівський орден дому Гогенцоллернів, лицарський хрест з мечами
- Орден «За заслуги» (Баварія) 4-го класу з мечами
- Хрест «За військові заслуги» (Австро-Угорщина) 3-го класу з військовою відзнакою
- Орден Залізної Корони 3-го класу з військовою відзнакою (Австро-Угорщина)
- Нагрудний знак польового пілота (Австро-Угорщина)
- Пам'ятний знак пілота (Пруссія)
- Почесний хрест ветерана війни з мечами
- Медаль «За вислугу років у Вермахті» 4-го, 3-го, 2-го і 1-го класу (25 років)
- Медаль «За Іспанську кампанію» (Іспанія)
- Іспанський хрест в сріблі з мечами